# Valérie Gauvin
Valérie Gauvin, född den 1 juni 1996 i Sainte-Clotilde, Réunion, är en fransk fotbollsspelare (anfallare) som spelar för Montpellier. Hon är även en del av det franska landslaget och är uttagen i truppen till världsmästerskapet 2019. Hon är 172 cm lång och beskrivs av FIFA som en fysiskt stark spelare som är bra i luftrummet.